# Cunera van Rhenen
Cunera van Rhenen, ook wel Sint Cunera of Sint Kunera van Rhenen (overleden Rhenen, 28 oktober ca. 377), is de hoofdpersoon van een heiligenlegende, waarin zij als maagd en martelares wordt geprezen. De eerste maal dat haar naam wordt vermeld, is omstreeks 1016. Zij is de beschermheilige van de Utrechtse stad Rhenen, ze geldt als beschermer van paarden en als behoeder tegen vee- en keelziekten. Haar attributen zijn de sleutel en de worgdoek.

## Legende

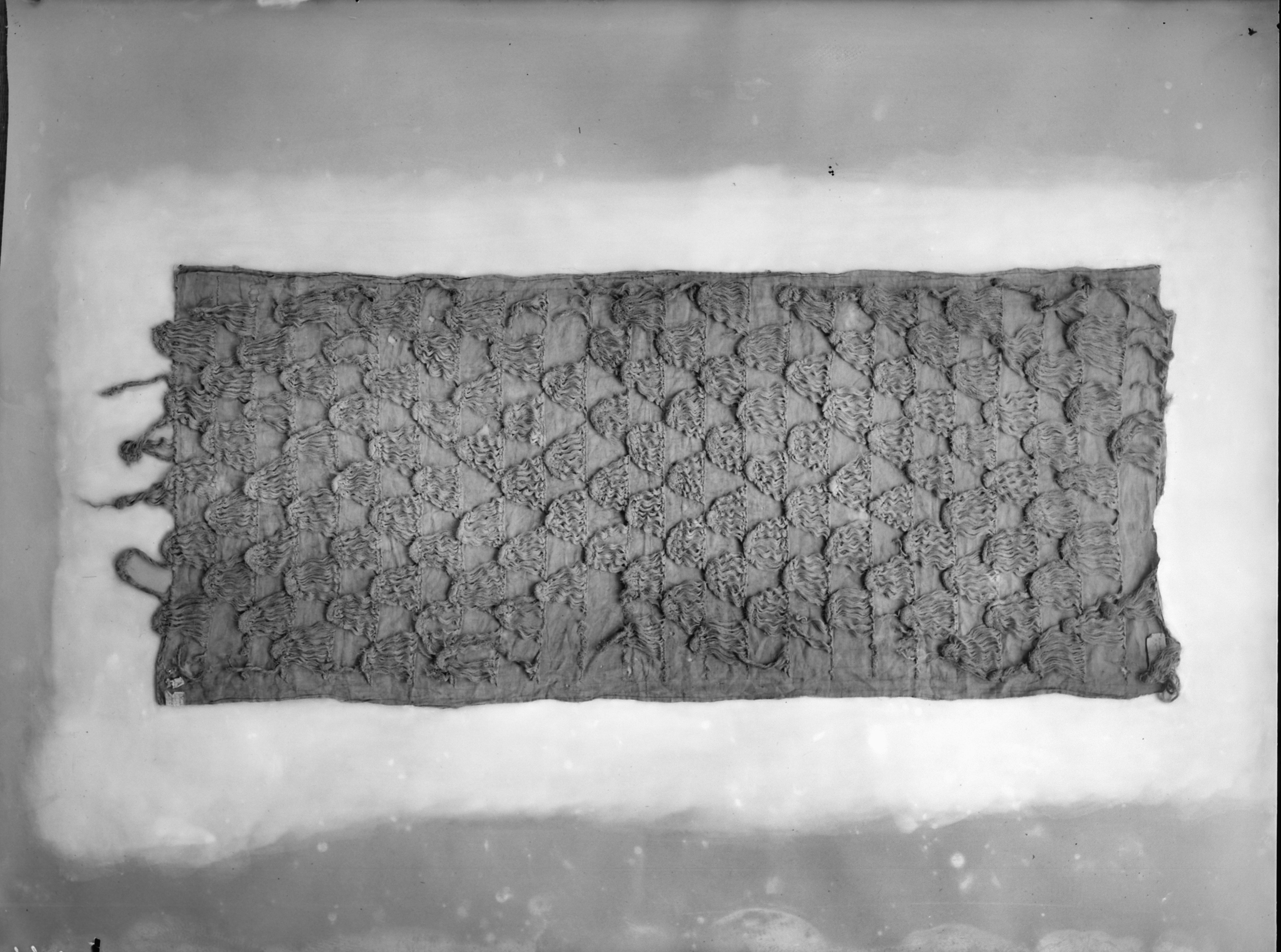
Veronderstelde wurgdoek (Collectie Catharijneconvent)

Toen de heilige Ursula van Keulen en haar elfduizend maagden in de vierde eeuw bij Keulen werden overvallen door de Hunnen, werd Cunera - een prinses van de Orkaden - gered door de koning van de Rijn, die haar verborg onder zijn mantel en meenam naar zijn paleis te Rhenen. Hier maakte ze zich spoedig geliefd bij het volk door haar vriendelijkheid en de zorg voor de armen. De koning vertrouwde haar bovendien de sleutel van zijn voorraadkelders toe. Dit alles wekte de jaloezie van de koningin. Toen de koning een keer op jacht was, werd Cunera gewurgd door de koningin en haar kamerheer met behulp van een halsdoek van Egyptisch katoen. Ze werd begraven in een paardenstal. Dankzij onrust van de paarden werd de misdaad ontdekt. De koningin pleegde zelfmoord door van de Heimenberg te springen; de kamerheer werd onthoofd. Na Cunera's dood werden veel mensen genezen bij haar graf. Ook meende men dat dankzij haar hulp schepen niet vergingen.

### Historiciteit
De Latijnse heiligenlegende van Cunera dateert uit de veertiende eeuw, maar is vermoedelijk geschreven naar oudere voorbeelden. Een Nederlandstalige prozaversie, die later werd opgenomen in de Legenda Aurea, dateert eveneens uit de veertiende eeuw, een berijmde versie uit de vijftiende eeuw. Omstreeks 1500 kreeg de koning de naam van Radboud, de koning der Friezen, die - zoals ridderromans beweerden - de Hunnen bij de belegering van Keulen zou hebben geholpen. Diens gelijknamige kleinzoon zou - volgens een kroniek uit de 16e eeuw - gehuwd zijn geweest met Amarra, een prinses uit het land der Hunnen (Hongarije). Of er historische gebeurtenissen aan de legende ten grondslag hebben gelegen, is niet meer te achterhalen. Net als bij Ursula, mag aan het historische karakter van het personage Cunera getwijfeld worden -- ook al deed bisschop Willibrord dat in de achtste eeuw nog niet. 
In 1832 verspreidde de toenmalige eigenaar van het landgoed Prattenburg, H.M.A.J. van Asch van Wijck het verhaal dat de moord op de heilige Cunera daar plaatsgevonden zou hebben en dat zij in de stal van het landgoed zou zijn begraven. In geen van de middeleeuwse geschriften komt echter de naam Prattenburg voor en het landgoed Prattenburg is niet eerder bekend dan uit de 16e eeuw.
De sagenvorming rond Cunera gaat nog steeds door. In de 21e eeuw heeft de koningin de naam Adelgonda gekregen.

## Verering
De Utrechtse bisschop Sint Willibrord liet Cunera drie eeuwen na haar dood heilig verklaren en bijzetten in de kerk van Rhenen. Er kwam een grote bedevaart naar Rhenen op gang, verbonden met de jaarlijkse paardenmarkt. Uiteindelijk leidde dit tot de wijding van de Petruskerk aan Cunera en later tot de nieuwbouw van de Cunerakerk en -toren (voltooid in 1531). Toen de Cunerakerk ten tijde van de Reformatie in 1580 door de Calvinisten werd overgenomen, verhuisden de relieken onder andere naar Emmerik in het Hertogdom Kleef en naar Bedaf bij Uden. In het Museum Catharijneconvent in Utrecht is een doek te zien, die doorgaat voor de oorspronkelijke wurgdoek of dwaal van Cunera. Het betreft een stuk koptisch linnen uit de vierde of vijfde eeuw.
Het feest van Cunera wordt gevierd op 12 juni. Sinds 2023 wordt er ter gelegenheid daarvan in Rhenen weer een processie gehouden. Deze wordt afgesloten met een heilige mis in de Cunerakerk.

## Afbeeldingen

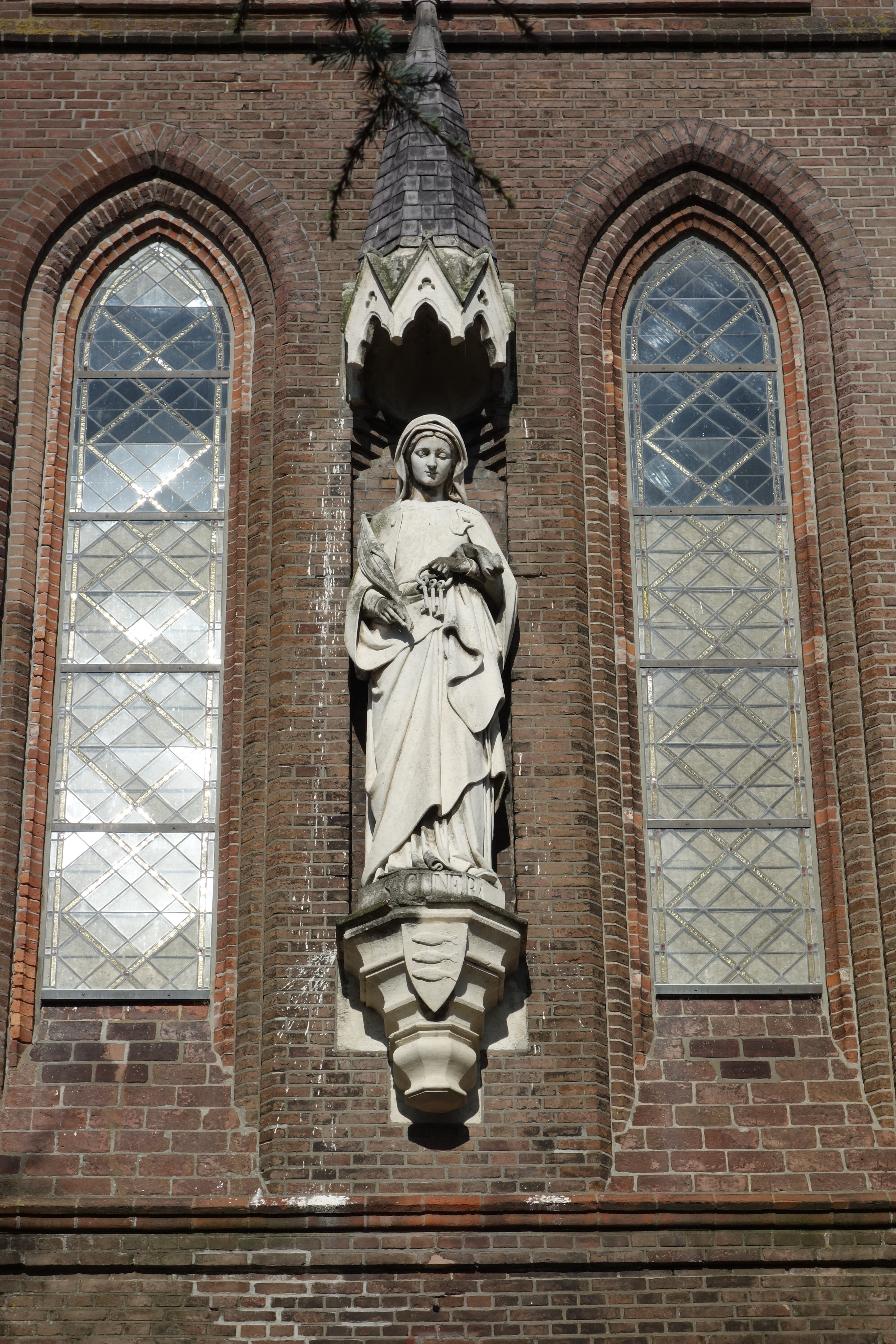
Beeld van Cunera in de Sint-Cunerakerk te Nibbixwoud
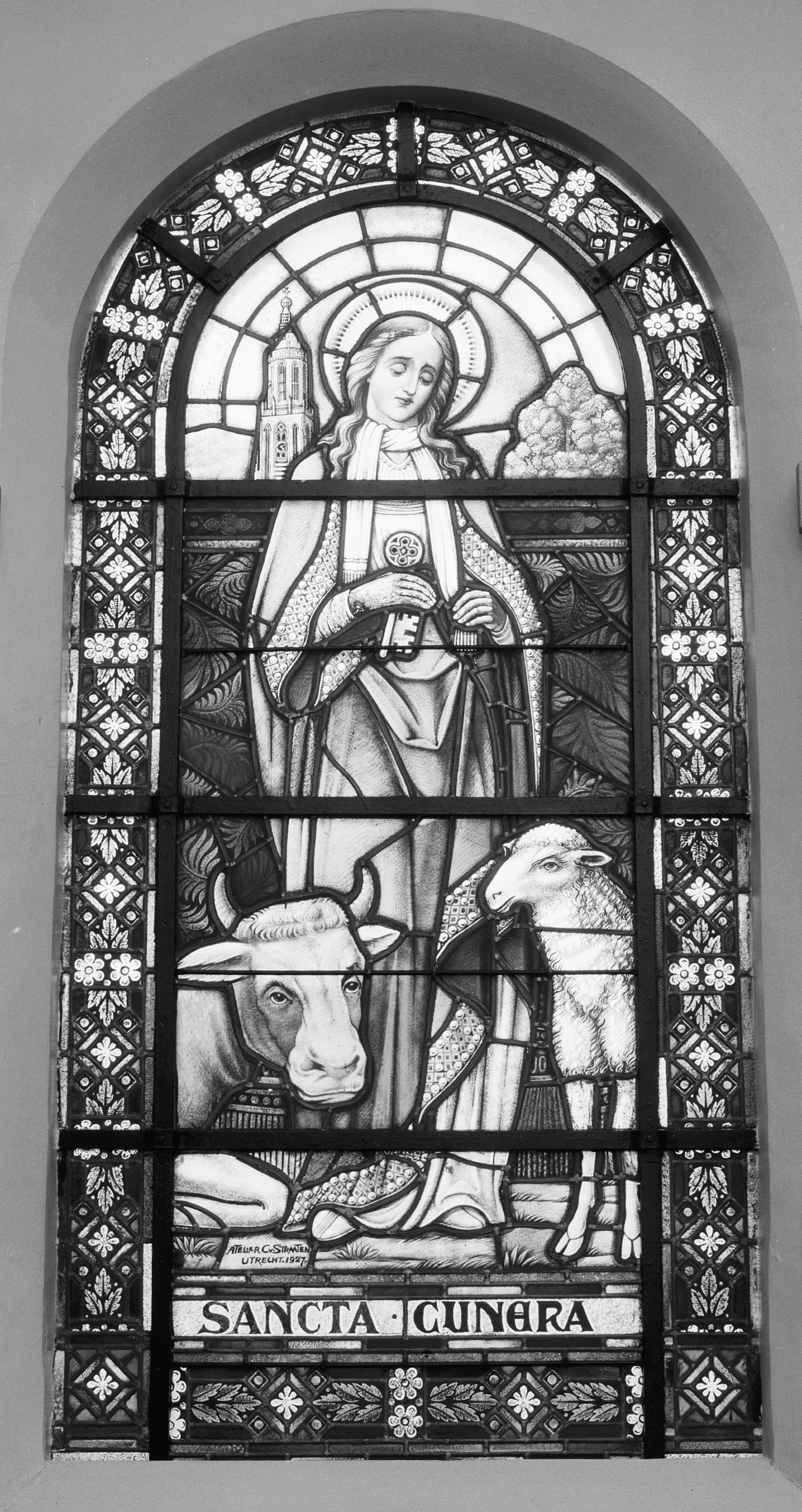
Glas-in-loodraam in de Sint-Michaëlkerk, Woudsend
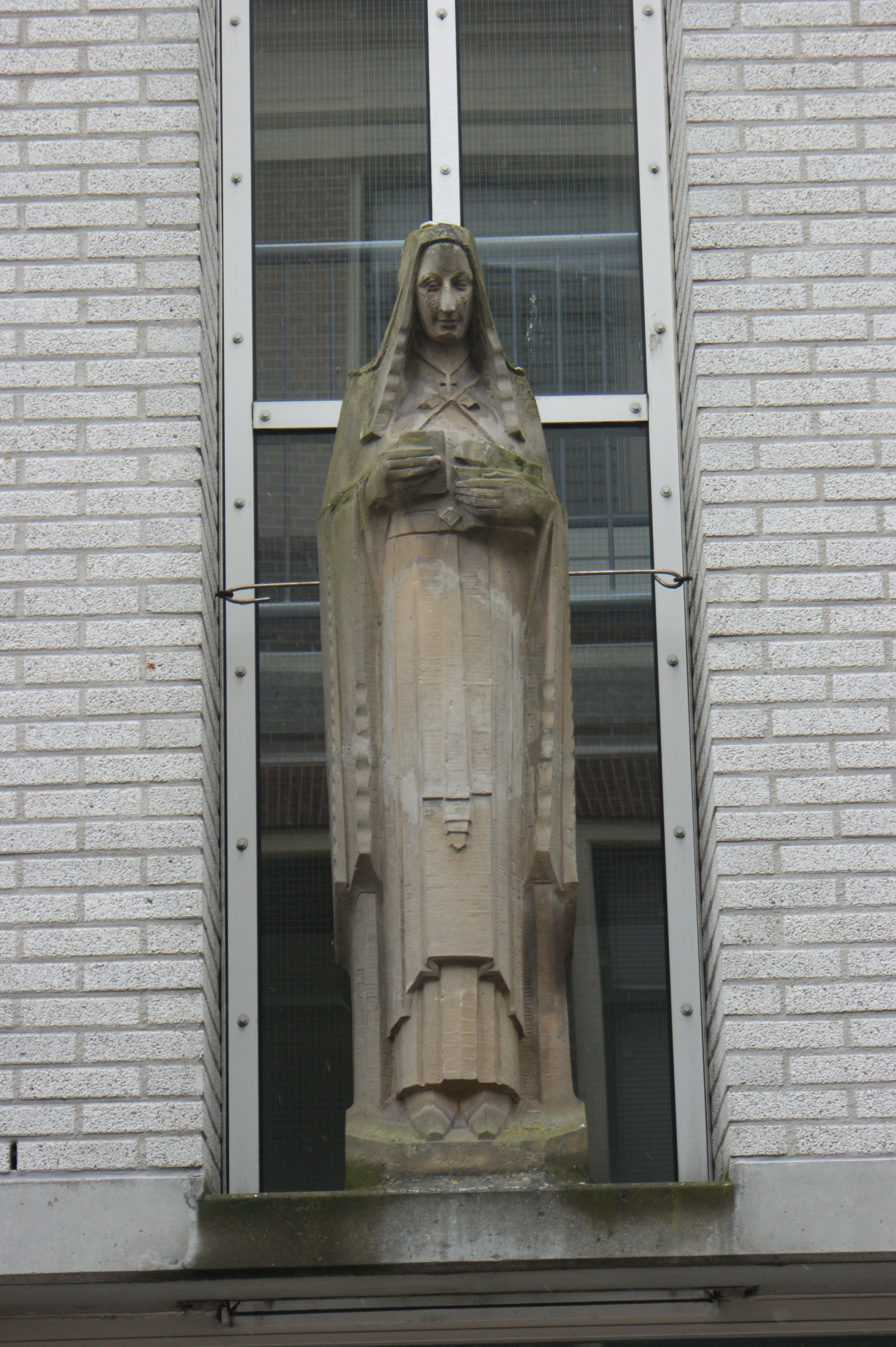
Cunera aan de Hogewoerd te Leiden
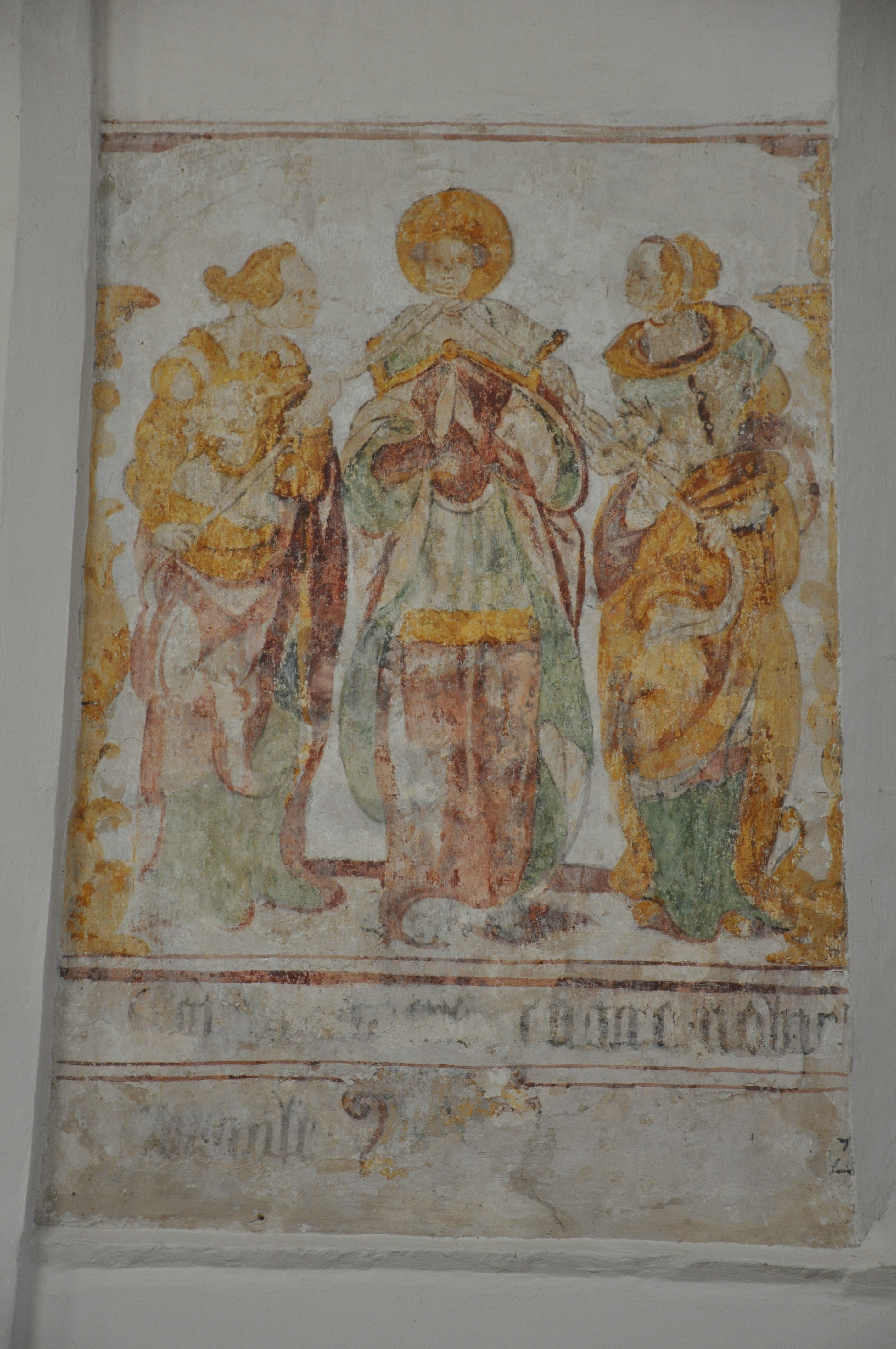
Muurschildering in de Kerk van Terwolde toont de wurging van Cunera
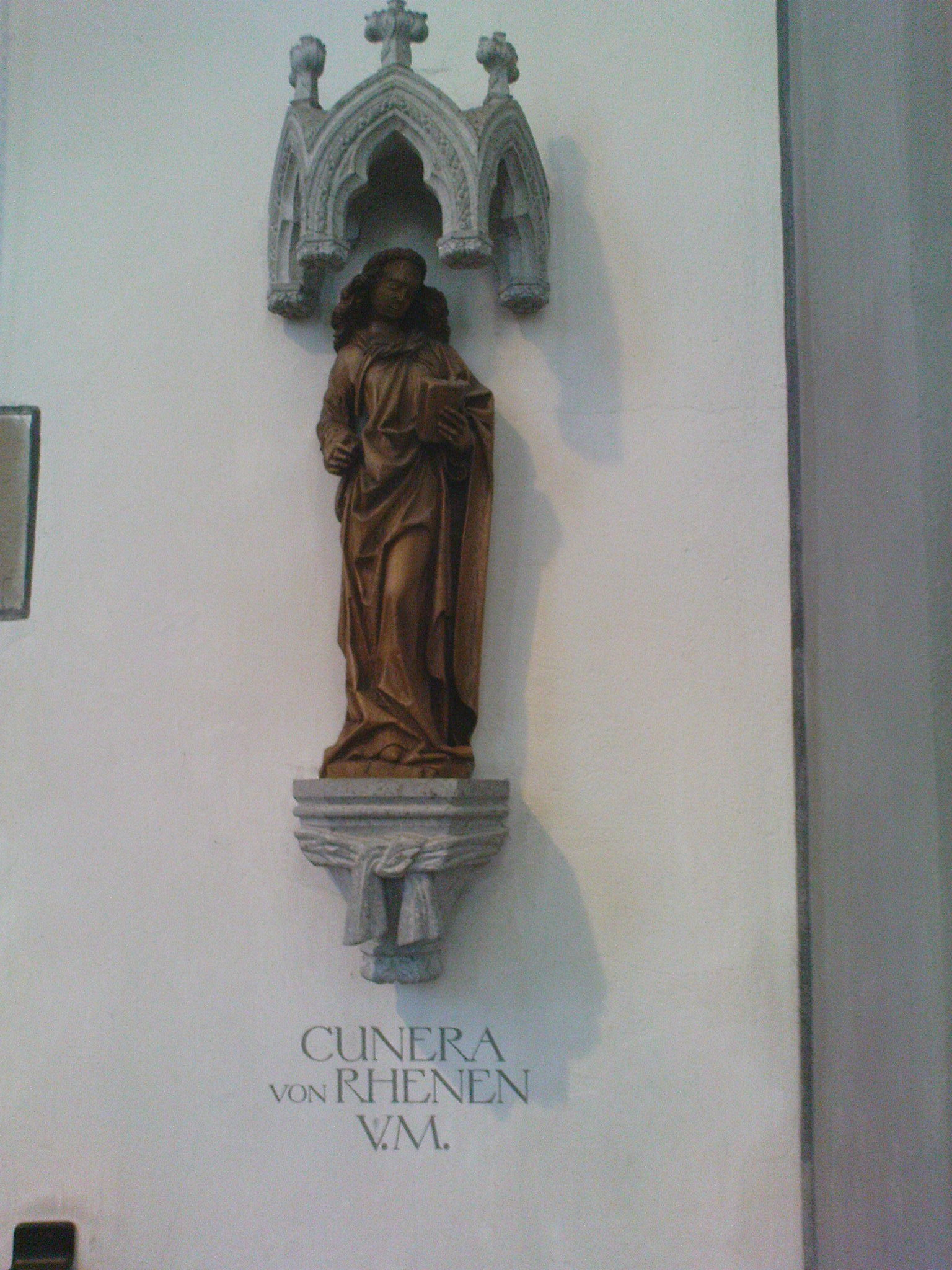
Beeld van Cunera in de Stiftskerk te Kleef, Duitsland

## Eerbetoon
De private press-drukker Jean François van Royen (1878-1942) noemde zijn Kunera Pers naar haar, en het in de uitgaven ervan afgebeelde drukkersmerk in het colofon is een afbeelding van de Heilige Kunera naar een ontwerp van Lucien Pissarro.